# Skočice (tvrz)
Skočické tvrziště je areál zaniklého vrchnostenského sídla ve Skočicích u Přeštic v okrese Plzeň-jih. Existence tvrze je archeologicky doložena v polovině čtrnáctého století. Později byla tvrz sídlem jedné z větví rodu Příchovských z Příchovic, ale koncem sedmnáctého století ztratila sídelní funkci a postupně zanikla. Dochované tvrziště je chráněno jako kulturní památka.

## Historie
První písemná zmínka o Skočicích pochází z roku 1239, kdy byla vesnice rozdělena na dvě části. Jedna patřila kladrubskému klášteru a druhou roku 1250 vlastnil Břetislav ze Skočic. Doba založení tvrze je nejasná, ale nejstarší keramika ze souboru archeologických nálezů, získaných roku 1990 v příkopu, pochází ze druhé poloviny čtrnáctého století. Většina keramických zlomků je však z patnáctého století a menší část také ze šestnáctého až sedmnáctého století.
Od začátku čtrnáctého století byla vesnice rozdělena na Malé a Větší Skočice a v letech 1318–1352 v ní sídlil Jaroslav ze Skočic. Jeho syn Racek byl ještě roku 1379 držitelem popluží v Malých Skočicích. Koncem čtrnáctého století byli skočičtí vladykové spřízněni s Roupovskými z Roupova, kteří také příležitostně používali přídomek ze Skočic a kterým patřily Větší Skočice. Od vladyků statek koupil Bohuše z Otěšic, jenž na začátku husitských válek stál na katolické straně. Poslední zmínka o něm, nebo jeho stejnojmenném synovi, je z roku 1448. V období 1475–1497 je jako majitel Skočic uváděn Vilém z Chříňova. Ten roku 1519 prodal tvrz se dvorem a oběma vesnicemi Zdeborovi z Příchovic. Kupní smlouva je prvním písemným dokladem existence tvrze.
Zdebor z Příchovic zemřel nejpozději roku 1527 a z jeho synů statek zdědil Markvart z Příchovic. Po něm se o panství dělili synové Petr, Zdebor, Lvík, Burjan, Jiří Adam a Markvart. Konkrétně Zdebor dostal věž, ve vsi dvůr s ovčínem a polovinu poplužního dvora. Druhá polovina poplužního dvora s budovami na předhradí a dvorem ve vsi patřila Adamovi. Zdebor i Adam brzy zemřeli a zanechali po sobě nezletilé děti. Jejich poručníci nedokázali dědictví udržet, a proto oba díly prodali (Zdeborův v roce 1584, Adamův roku 1589) Petrovi z Příchovic, pánovi v Lužanech. Někdy v šestnáctém století si Příchovští postavili renesanční sídlo v poplužním dvoře.
Po Petrovi z Příchovic zdědili Skočice  jeho nejstarší syn Jan Markvart a nejmladší syn Jiří z Příchovic. Jana Markvarta na tvrzi v roce 1599 navštívil po návratu z cest Kryštof Harant z Polžic. Po smrti Jana Markvarta převzala správu jeho dílu vdova Alena Příchovská ze Sobětic, která zastupovala nezletilého syna Petra Markvarta Příchovského. Alena se pravděpodobně zadlužila, a její díl proto koupil Petr mladší z Říčan. Později jej získal Václav starší Příchovský z Příchovic, který se zúčastnil stavovského povstání. Roku 1623 byl proto odsouzen k manství a o tři roky později na svůj statek převedl na léno. Panství tvořily Lužany, polovina skočické tvrze s poplužním dvorem, třetina Skočic a část vsi Zeliny. Kvůli svému náboženství ale majetek roku 1628 prodal Petrovi Jiřímu Příchovskému z Příchovic, odstěhoval se do Hofu, kde v roce 1647 zemřel.
Petr Jiří Příchovský ještě v roce 1628 nedávno získaný majetek prodal  Zdeborovi Příchovskému a v roce 1634 se o statek dělili Zdeborovi synové Markvart Adam, Václav Ferdinand a Jan Vilém Příchovští. Později se jediným majitelem stal Jan Vilém, který roku 1651 dosáhl propuštění statku z manství. Zemřel 12. září 1661 a zanechal nezletilé syny Františka Karla a Jana Václava. Starší z nich roku 1674 statek rozdělil, ale o něco později oba díly zase spojil.
Druhý díl tvrze patřil Jiřímu Příchovskému, který zemřel asi roku 1623. Měl dva nezletilé syny Viléma a Bořivoje Rohovce, z nichž Vilém brzy zemřel a Bořivoj svůj díl Skočic odkázal sestře Aleně Barboře, provdané Broumové. Zadlužený statek ale roku 1654 dostala Anna Vidršpergárová z Kadova, která jej o pět let později prodala Kateřina Saloméně, rozené z Kokořova, manželce Jana Viléma Příchovského. Tím byly oba díly Skočic spojeny a staly se natrvalo součástí lužanského panství.
Koncem sedmnáctého století byla skočická tvrz opuštěna a začala chátrat. Ještě na začátku devatenáctého století stály rozsáhlé zříceniny staré i nové tvrze, ale postupně začaly být rozebírány na stavební materiál, až nadzemní zdivo zcela zaniklo.
Od roku 2013 se o prostor tvrziště stará sdružení místních občanů.

## Stavební podoba
Existují se dvě schematické vyobrazení skočické tvrze. Pohledový plán vsi z roku 1753 zobrazuje pravidelně uspořádaný čtyřkřídlý dvůr, v němž nejspíše stávala renesanční rezidence Příchovských. Starší tvrz je zobrazena jako hranolová věž se stanovou střechou, obehnaná okrouhlým opevněním. Na panoramatickém pohledu od zeměměřiče A. Sittauera z roku 1793 je patrná rozměrná sýpka a nad ní návrší se zděnou několikapatrovou věží se stanovou střechou, za kterou stojí jiná rozměrná budova s valbovou střechou.
Dochované tvrziště je vymezené širokým příkopem se zaoblenými rohy. Na východě, severovýchodě a jihovýchodě k němu přiléhá prostor rozsáhlého předhradí. Z opevnění je patrný také obvodový val, na severu a západě značně snížený. Samotná věž byla chráněna dalším užším příkopem a valem. Ve vnitřním příkopu se dochovaly přitesané skalní výchozy, které by mohly být pozůstatky mostnic.